# Heispelt
Heispelt (luxembourgeois : Heeschpelt) est une section de la commune luxembourgeoise de Groussbus-Wal située dans le canton de Redange.